# Saui chanmi
Pour plus de détails, voir Fiche technique et Distribution.
Saui chanmi (사의 찬미) est un film sud-coréen réalisé par Kim Ho-sun, sorti en 1991.

## Synopsis
La vie de la chanteuse Yun Sim-deok.

## Fiche technique
- Titre : Saui chanmi
- Titre original : 사의 찬미
- Titre anglais : Death Song
- Réalisation : Kim Ho-sun
- Scénario : Lim Yu-sun
- Musique : Shin Bung-ha
- Photographie : Lee Seong-chun
- Montage : Hyeon Dong-chun
- Production : Kim Seung
- Pays :  Corée du Sud
- Genre : Biopic et drame
- Durée : 160 minutes
- Dates de sortie : 
  -  Corée du Sud : 21 septembre 1991

## Distribution
- Chang Mi-hee : Yun Sim-deok
- Lim Seong-min : Kim Woo-jin
- Lee Geung-young : Hong Nan-pa
- Kim Hye-ri : Yun Seong-deok
- Kim Seung-su : Lee Yong-mun
- Jo Sun-mook : Cho Myeong-hee
- Jo Min-ki : Hong Hae-seong

## Distinctions
Le film a été reçu quatre Blue Dragon Film Awards : meilleur film, meilleur acteur pour Lim Seong-min, meilleure actrice pour Chang Mi-hee et meilleur second rôle masculin pour Lee Geung-young.